# Plachy-Buyon

Plachy-Buyon este o comună în departamentul Somme, Franța. În 1 ianuarie 2022 avea o populație de 863 de locuitori.